# Hadrijan IV.
Hadrijan IV.,  rođen kao Nikolas Breakspear, papa od 4. prosinca 1154. do 1. rujna 1159. godine.